# Устиново (Брянская область)
Устиново — упразднённая деревня в Почепском районе Брянской области России. На момент упразднения входила в состав Сетоловского сельского поселения.

## География
Урочище находится в центральной части Брянской области, в зоне хвойно-широколиственных лесов, в пределах Полесской низменности, на левом берегу реки Усы, на расстоянии примерно 11 километров (по прямой) к северо-северо-востоку от города Почепа, административного центра района. Абсолютная высота — 169 метров над уровнем моря.

## История
Упразднена в 2017 году как фактически несуществующая.

## Население
| 2010 | 2013 |
| ---- | ---- |
| 0    | →0   |